# Лаунсбери, Флойд
Флойд Глен Лаунсбери (англ. Floyd Glenn Lounsbury; 25 апреля 1914 — 14 мая 1998) — американский лингвист, антрополог, исследовал языковые и культурные системы разных северо-южноамериканских языков, иероглифы, культуру и историю цивилизации майя.

## Ранняя биография
Родился в штате Висконсин в семье Джона Гленна Лаунсбери и Анны Луизы Йоргенсен. Был одним из троих детей — у него был брат Гордон и сестра Эльва. Окончил Висконсинский университет в 1941 году по специальности «Математика». В течение этого периода на факультете читал лекции Моррис Сводеш об американском индейском языкознании. Моррис назначил Флойда своим помощником. Когда Свадеш покинул штат Висконсин, Лаунсбери стал руководителем проекта. Он создал орфографию языка и учил студентов, которые собрали различные тексты разных ораторов. После проекта Лаунсбери приступил к работе над фонологией языка для получения степени магистра в университете. Начиная с 1938 года вносил свою лепту в Висконсинскую программу Онида и Фольклорный проект. Флойд Лаунсбери заинтересовался языком коренных народов, особенно таких, как онида и чероки, в семье ирокезов.

## Карьера
Лаунсбери специализировался в математике, но также изучал языки — немецкий, латинский, греческий, скандинавский — вместе с фонетикой, фонологией, филологией и новейшими теориями структурной лингвистики. В Бразилии он учился на португальском. Получил степень магистра в 1946 году. Был награждён стипендией Фонда Рокфеллера и работал над морфологией глаголов онида в отделе антропологии в Йельском университете. Получил степень доктора философии в 1949 году году (его руководителем был Бернард Блох) Диссертация, опубликованная в 1953 году году, очертила рамки и ввела терминологию для анализа ирокезских языков. Лаунсбери присоединился к кафедре в 1949 году и преподавал там до выхода на пенсию в 1979 году.

## Значение деятельности
Лаунсбери проследил исторические связи между разными ирокезскими языками и написал авторитетное исследование мест проживания ирокезов в Долине Чамплина. Инициировал применение лингвистических методов к формальному анализу родственной терминологии и социальной организации.
Его работа по лингвистике также оказала влияние на его антропологические исследования — он использовал свои знания о семантических полях. Однако ирокезская лингвистика не являлась единственной академической направленностью Лаунсбери. Он также работал в сфере акустической фонетики и распознавания языка, усовершенствовал новые способы преподавания языкознания, особенно в отношении полевых методов, критиковал лексикостатистику и глоттохронологию, писал о психологии языка, опубликовал историю антропологии. Лаунсбери был одним из самых влиятельных антропологических лингвистов своего времени. Лаунсбери был первым сторонником фонетической теории Юрия Кнорозова об иероглифах майя. Он способствов популяризации методологии, которая в конечном счёте привела к расшифровке иероглифов.
В течение этого периода Лансбери изучал альманах Венеры в Дрезденском кодексе и пришёл к выводу, что корреляция Томпсона лучше придерживается данных кодекса, чем стандартная корреляция GMT. Константа корреляции — это количество дней между началом Юлианского периода (1 января 4713 г. до н. э.) и датой эпохи длительного графа 13.0.0.0.0 4 Ajaw 8 Kumk’u. Константа корреляции Томпсона составляет 584285, что на два дня превышает стандартную корреляцию GMT на 584283.
Масако Йокояма — жена Флойда, их дочь, Рут Озеки, стала кинорежиссёром. Лаунсбери жил в восточной части Гаваны и скончался от сердечной недостаточности.

## Когнитивная антропология
Лаунсбери, анализируя систему родственных связей индейцев фокс, на примере слова дядя по материнской линии, сын матери матери, сын сына матери, сын брата матери и др., обнаружил, что все значения входят в одну и ту же категорию родственных связей, и потому называются одинаково. Антрополог обнаружил, что такие категории структурированы в терминах «центрального члена» и небольшого ряда общих правил, расширяющих каждую категорию нецентральных членов. Правила языка фокс относятся к виду, который Лаунсбери назвал тип анаха:
— Правило отклонения:
сестра любого лица = непосредственный родственник = сестра этой ососбы
— правило поглощения:
брат или сестра любой особы одного с ним пола = непосредственный семей = это лицо
— Правило «наполовину брат или сестра»:
любой ребёнок одного из родителей любого лица = брат или сестра этого лица.
Лаунсбери говорил, что не все концептуальные системы для категоризации родственников имеют одни и те же правила отклонения. Такие категории — с центральными членами и общими правилами — Лакофф называет генеративными категориями, а их центральные члены — генераторами.

## Должности и награды
Сотрудник Центра перспективных исследований в области поведенческих наук, 1963—1964
Избран в Национальную академию наук США, 1969
Награждён Медалью «Хребет Уилбура» Йельской высшей школой искусств и наук, 1971
Старший научный сотрудник, Думбартон Оукс, Вашингтон, США, 1973—1974 и 1977—1978
Избран в Американскую академию искусств и наук, 1976
Избран в Американское философское общество, 1987
Награждён Почетной докторантурой Университета Пенсильвании, 1987

## Научные труды
- Phonology of the Oneida Language MA Thesis, University of Wisconsin, 1946
- Stray Number Systems among Certain Indian Tribes American Anthropologist XLVIII, 1948
- Oneida Verb Morphology Yale University Press, 1953
- The Method of Descriptive Morphology in Readings in Linguistics ed. E P Hamp, M Joos, F W Householder and R Austerlitz, University of Chicago Press, 1953
- A Semantic Analysis of Pawnee Kinship Usage Language XXXII, 1956
- Iroquois Place-Names in the Champlain Valley University of the State of New York, Albany, 1960
- Iroquois-Cherokee Linguistic Relations Bureau of American Ethnology Bulletin CLXXX, 1961
- A Formal Account of the Crow- and Omaha- type Kinship Terminologies in Explorations in Cultural Anthropology, ed. W Goodenough, McGraw-Hill, 1964
- Another View of the Trobriand Kinship Categories in Formal Semantic Analysis, ed. E Hammel, American Anthropological Association, 1965
- A Study in Structural Semantics: The Sirionó Kinship System with Harold W. Scheffler. Prentice-Hall, 1971
- On the Derivation and Reading of the «Ben-Ich» Affix in Mesoamerican Writing Systems, 1973
- Pacal in First Palenque Round Table, ed. M G Robertson, Pre-Columbian Art Research, 1974
- A Rationale for the Initial Date of the Temple of the Cross at Palenque in The Art, Iconography and Dynastic History of Palenque, ed. M G Robertson, Pre-Columbian Art Research Institute, 1976
- Parentage Expressions in Classic Maya Inscriptions with L Schele and P Mathews, International Conference on Maya Iconography and Hieroglyphic Writing Guatemala City, 1977
- Maya Numeration, Computation, and Calendrical Astronomy in Dictionary of Scientific Biography XV, ed. C C Gillespie, Scribners, 1978
- A Solution for the Number 1.5.5.0, in The Sky in Mayan Literature, edited by A. Aveni, Oxford U, Press, 1992.
- Some Problems in the Interpretation of the Mythological Portion of the Hieroglyphic Text of the Temple of the Cross at Palenque in Third Palenque Round Table, ed. M G Robertson, 1978
- Astronomical Knowledge and Its Uses at Bonampak, Mexico in Archaeoastronomy in the New World : American Primitive Astronomy, ed. A F Aveni, Cambridge University Press, 1982
- Glyphic Substitutions: Homophonic and Synonymic in Phoneticism in Mayan Hieroglyphic Writing, ed. J S Justeson and L Campbell, Institute for Mesoamerican Studies, State University of New York at Albany, 1984
- The Identities of the Mythological Figures in the Cross Group Inscriptions of Palenque in Fourth Palenque Round Table, ed. M G Robertson and E P Benson, Pre-Columbian Art Research Institute, 1985
- The Ancient Writing of Middle America in The Origins of Writing, ed. W Senner, University of Nebraska Press, 1989
- A Palenque King and the Planet Jupiter in World Archaeastronomy, ed. A F Aveni, Cambridge University Press, 1989
- Recent Work in the Decipherment of Palenque’s Hieroglyphic Inscriptions American Anthropologist XCIII, 1991
- «A Solution for the Number 1.5.5.0 of the Mayan Venus Table», and «A Derivation of the Mayan to Julian Correlation from the Dresden Codex, Venus Chronology», chapters in «The Sky in Mayan Literature», edited by Anthony F. Aveni, Oxford University Press, 1992.
- The Oneida Creation Story by Demus Elm and Harvey Antone, Translated and edited by Lounsbury and Bryan Gick, 2000